# Cittareale
Cittareale é uma comuna italiana da região do Lácio, província de Rieti, com cerca de 482 habitantes. Estende-se por uma área de 58 km², tendo uma densidade populacional de 8 hab/km². Faz fronteira com Accumoli, Amatrice, Borbona, Cássia (PG), Leonessa, Montereale (AQ), Nórcia (PG), Posta.

## Demografia
| Variação demográfica do município entre 1861 e 2011                               |
|                                                                                   |
| Fonte: Istituto Nazionale di Statistica (ISTAT) - Elaboração gráfica da Wikipedia |